# Sågtjärnen (Dorotea socken, Lappland)
Sågtjärnen är en sjö i Dorotea kommun i Lappland och ingår i Ångermanälvens huvudavrinningsområde.